# 자이언트덤불쥐
자이언트덤불쥐(Grammomys gigas)는 쥐과에 속하는 설치류의 일종이다. 케냐의 좁은 지역에 제한적으로 분포한다.

## 특징
자이언트덤불쥐는 나무 위에서 생활하는 날씬한 몸의 설치류로 크고 둥근 형태의 귀를 갖고 있으며 길고 섬세한 털로 덮여 있다. 루웬조리덤불쥐와 아주 유사하지만 이빨이 크고 뒷발이 길며 머리가 크다. 꼬리 길이 201mm를 제외한 몸길이가 132mm, 뒷발 길이는 26.5mm이다. 귀 길이는 19mm, 두개골 길이는 35.1mm이다.

## 분포
자이언트덤불쥐는 케냐의 토착종으로 케냐산 부근의 제한된 지역에 분포한다.

## 습성 및 생태
자이언트덤불쥐는 나무 위에서 생활하는 종으로 저산대 습윤 숲과 고지대 관목 지대에서 발견된다. 아프리카덤불쥐속 종들은 열매와 씨앗, 기타 식물 재료를 먹고, 절지동물을 먹기도 한다.

## 보전 상태
목재와 장작을 구하고 농경지 전환을 위한 숲 개간 때문에 자이언트덤불쥐의 서식지가 사라지고 있다. 개체수가 얼마나 흔한지에 대한 정보가 거의 없고, 개체수 추이에 대한 정보도 없지만 개체수가 감소하고 있다고 간주되고 있다. 자이언트덤불쥐 분포 지역 대부분은 케냐산국립공원 안에 있지만, 이 종을 위해서는 다른 보호 지역을 세우는 것은 우선 필요하다. 분포 지역 크기가 2,000km2보다 작고 서식지가 악화되고 있는 유일한 지역에 있기 때문에 멸종위기종으로 분류하되고 있다. 알려진 정보가 거의 없기 때문에 국제 자연 보전 연맹(IUCN)는 보전 상태를 평가하고, 종 보전을 위해서는 좀더 연구가 필요하다고 권고하고 있다.